# NGC 4445
NGC 4445 је спирална галаксија у сазвежђу Девица која се налази на NGC листи објеката дубоког неба.
Деклинација објекта је + 9° 26' 12" а ректасцензија 12h 28m 16,1s. Привидна величина (магнитуда) објекта NGC 4445 износи 12,9 а фотографска магнитуда 13,7. NGC 4445 је још познат и под ознакама IC 793, UGC 7587, MCG 2-32-72, CGCG 70-104, VCC 1086, PGC 40987.